# Кабрера, Серхио
Серхио Кабрера (исп. Sergio Cabrera, 20 апреля 1950, Медельин) — колумбийский кинорежиссёр, кинооператор и сценарист.

## Биография
Из актёрской семьи, эмигрировавшей от франкистского режима из Испании. В десятилетнем возрасте приехал с родителями в Китай. Окончил китайскую школу, затем Пекинский университет, где изучал философию. Был членом маоистских молодёжных бригад. С 1975 года изучал киноискусство в международной киношколе в Лондоне. Начинал короткометражными документальными лентами, работал как кинооператор. Первый его полнометражный игровой фильм Техника дуэли: Вопрос чести (1989) привлёк внимание публики и критики, получил несколько призов.
С 1992 года — преподаватель киноискусства в Университете Хаверьяна (Богота). С 1999 года — преподаватель Университета Росарио (Колумбия), с 2000 года заведует кафедрой в Международной школе кино на Кубе.
С 1999 года живёт в Испании. Активно работает на телевидении.

## Избранная фильмография
- 1989: Техника дуэли: Вопрос чести/ Técnicas de duelo: una cuestión de honor (номинация на премию Гойя, две премии на МКФ в Грамаду, первая премия за режиссуру на КФ в Боготе)
- 1994: Стратегия улитки/ La estrategia del caracol (премия Экуменического жюри на Форуме нового кино Берлинского МКФ, две премии на МКФ в Гаване, три премии КФ в Боготе)
- 1995: Орлы не охотятся на мух/ Águilas no cazan moscas (специальная премия жюри на МКФ Санденс)
- 1996: Илона приходит с дождем/ Ilona llega con la lluvia (по детективному роману Альваро Мутиса, номинация на Золотого льва Венецианского МКФ)
- 1998: Переворот на стадионе/ Golpe de estadio (номинация на премию Гойя)
- 2000 Северо Очоа. Завоевание Нобелевской премии /исп. Severo Ochoa. La conquista de un Nobel (TV)
- 2002: Гражданин Эскобар/ Ciudadano Escobar (документальный)
- 2004: Искусство терять/ Perder es cuestión de método (по роману Сантьяго Гамбоа, номинация на Большую премию обеих Америк Монреальского МКФ)
- 2005, 2006, 2007 Снял ряд эпизодов популярного испанского телесериала «Расскажи как это было»/ исп. Cuéntame como pasó (TV).
- 2010: Пола/ La Pola (о героине борьбы за независимость Колумбии Поликарпе Салаваррьета)

Оператор десяти полнометражных фильмов. Посетил Москву в 2002 году в связи с показом своих фильмов в Институте Сервантеса.

## Интересные факты
- Серхио Кабрере об отъезде в Испанию:

Меня выбрали в парламент. Моя группа стала обладать серьёзным влиянием, а я стал вице-председателем палаты депутатов. То, что я говорил ранее как кинематографист, не трогало правых, но эти слова в устах видного политика обретали совсем другое значение. И вот мне прислали конверт, внутри приглашение: «20 апреля будет поминальная месса по Серхио Кабрере». Все это заляпано красными чернилами, и приложен такой маленький гробик, в котором лежит кусочек сгнившего мяса. Плюс письмо, где было написано, что моя деятельность несёт вред родной стране, и если я не покину её в течение нескольких дней, то приглашение на поминки уже есть. Мне пришли сотни таких писем.

- После теракта в Мадриде 11 марта 2004 был снят фильм «11 марта: мы все ехали в этом поезде», который состоит из 20 историй. Одну из них снял Серхио Кабрера, она называется «В подполье» и рассказывает историю любви двух мужчин, трудную и тайную, в которой один из них погибает во время теракта, а второй мучительно переживает не только его смерть, но и то, что не мог прийти на похороны жертв 11 марта, потому что свою любовь они держали в тайне. Сценарий базируется на реальной истории, которую рассказал режиссёру сам герой сюжета[2].

## Признание
Номинант и лауреат национальных и международных премий.